# Here We Go (Lene Nystrøm)
Here We Go è il terzo singolo della cantante pop norvegese Lene Nystrøm, pubblicato nel 2004 dall'etichetta discografica Polydor.
La canzone è stata scritta dalla cantante stessa insieme a Miranda Cooper, Brian Higgins e Matt Gray, che ne hanno curato anche la produzione insieme alla squadra di produttori Xenomania. È stato l'ultimo singolo estratto dal poco fortunato album di debutto della ex componente degli Aqua, Play with Me.
Il brano è stato in seguito ripreso dal gruppo musicale britannico Girls Aloud, che ne ha realizzato una cover inserita nell'album What Will the Neighbours Say?, pubblicato anch'esso nel 2004.

## Tracce
1. Here We Go – 3:44 (Lene Nystrøm, Miranda Cooper, Brian Higgins, Matt Gray)